# Juan Vázquez de Mella
Juan Vázquez de Mella y Fanjul (Cangas de Onís, 8 de junio de 1861-Madrid, 26 de febrero de 1928) fue un político tradicionalista, escritor y filósofo español, ideólogo del carlismo durante la Restauración. Fue nombrado «conde de Monterroso» por el pretendiente carlista Carlos de Borbón y Austria-Este. En 1907 fue elegido académico de la Real Academia Española y, en 1914, de la Real Academia de Ciencias Morales y Políticas.

## Biografía

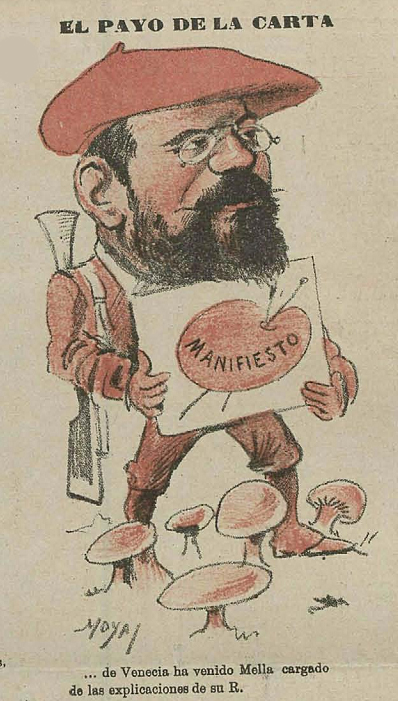
«El payo de la carta», en Gedeón, 1897.

### Familia y primeros años
Juan Vázquez de Mella y Fanjul nació en el concejo asturiano de Cangas de Onís el 8 de junio de 1861, hijo de Juan Vázquez de Mella y Varela, teniente coronel retirado, natural de Boimorto, en la provincia de La Coruña, y de Teresa Fanjul, natural de Cangas de Onís. Cuando apenas tenía seis años quedó huérfano de padre.

### Formación
Realizó sus estudios secundarios en el seminario de Valdediós (1874-1877), que fue en su día sede del seminario menor de la diócesis de Oviedo y también colegio de segunda enseñanza.
Una vez terminado el bachillerato, su madre, viuda y con un único hijo, decidió trasladarse a Boimorto y vivir junto a otros familiares. Vázquez de Mella tenía dieciséis años y de acuerdo con la familia decidió estudiar Derecho en la Universidad de Santiago de Compostela. Era un estudiante con una metodología singular, pues en el caso de determinadas asignaturas suplía, con más provecho, la asistencia a clase con las lecturas apasionadas que devoraba en las bibliotecas.

### Carrera periodística
Finalizados sus estudios inicia su carrera periodística (1887-1890) en el periódico tradicionalista El Pensamiento Galaico de Santiago de Compostela. En 1888, cuando Llauder fundó El Correo Español en Madrid como órgano del carlismo, se fijó en la figura del joven periodista asturiano y lo presentó como una nueva esperanza. Vázquez de Mella dirigiría este diario entre 1890 y 1897.

### Vida política
Tras la pérdida de Cuba y Filipinas en 1898, colaboró con el marqués de Cerralbo en los preparativos de una sublevación carlista. Aunque la conspiración fracasó, la sublevación de algunos elementos del partido iniciada en Badalona en octubre de 1900 le obligó a huir a Portugal, donde permaneció cinco años.
Navarra lo eligió diputado a Cortes a los veintinueve años y desde 1893 hasta 1919, descontados los que funcionaron de 1900 a 1905 —en este periodo estuvo parte emigrado en Portugal, parte retirado en Filgueira, consagrado al estudio—, perteneció Mella a todos los parlamentos representando a Aoiz, Estella, Oviedo y Pamplona.
En 1906 se abrazó con Ramón Nocedal en Tafalla, lo que selló la reconciliación entre carlistas e integristas. Ese mismo año fue elegido académico de la silla C en la Real Academia Española pero no tomó posesión.
Durante la primera década del siglo XX solía organizar en su casa (situada en la calle de Valverde, 21) tertulias en las que participaban personajes como el padre Bocos, el clérigo catalán Antonio Salas, Álvaro de Maldonado, Fernando Galetti, Natalio Rivas Santiago o el escritor Valle-Inclán, entre otros.
Su papel histórico fue, fundamentalmente, el de la renovación del carlismo, maltrecho desde el fracaso de 1876. En Vázquez de Mella encontraron el soporte intelectual que recogiera, ordenara y sistematizara el disperso ideario carlista para condensarlo en un cuerpo doctrinal traducido en programa político; fue, en síntesis, el que dio un carácter sistemático al carlismo. Su tradicionalismo parte del pensamiento de Balmes, Donoso Cortés y otros pensadores, pero de manera esencial de la doctrina social de León XIII.

Escudo de Vázquez de Mella como Conde de Monterroso

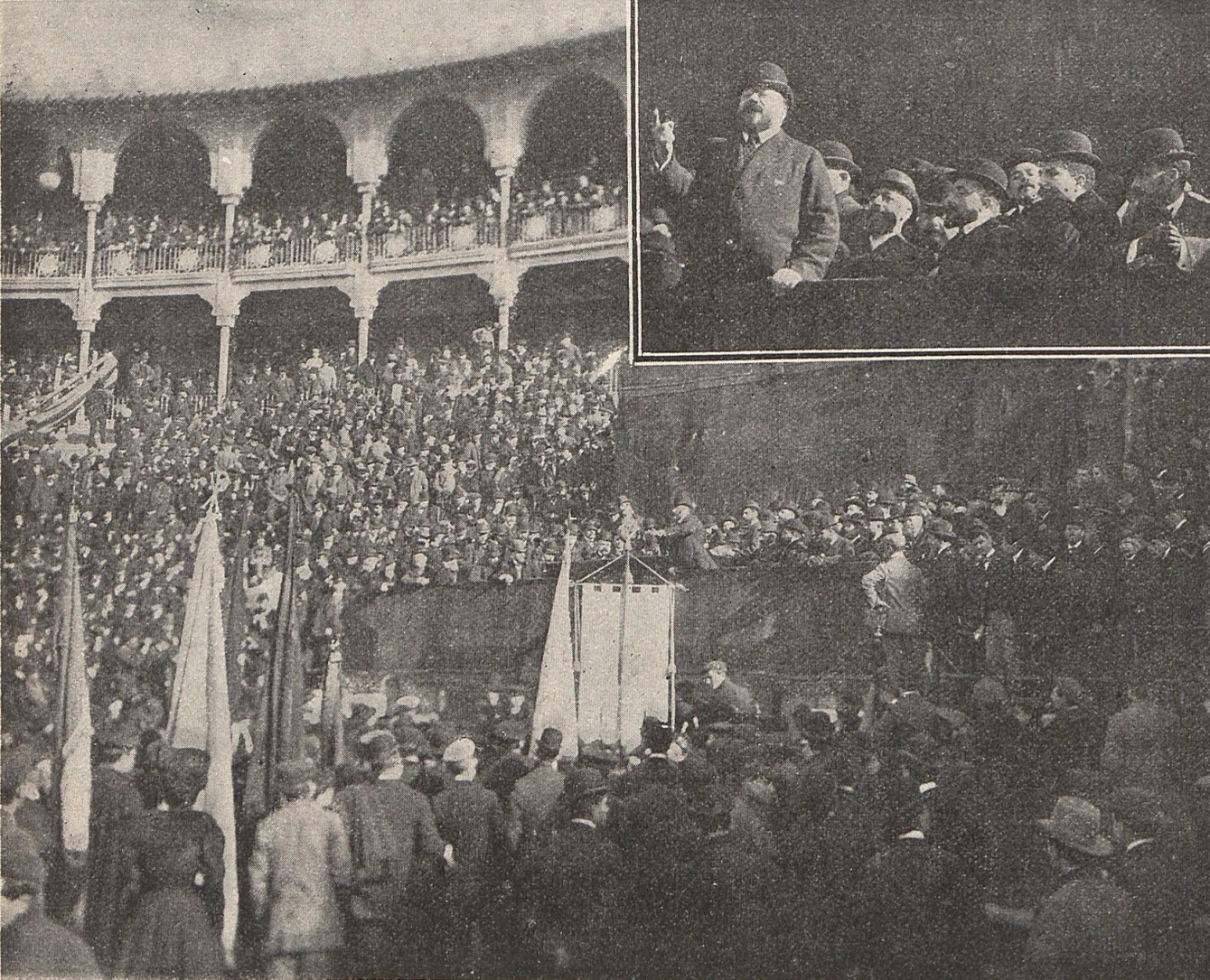
Mitin de Vázquez de Mella en Barcelona (1907)

### Primera Guerra Mundial y el cisma mellista
En 1914 es elegido académico numerario de la Real Academia de Ciencias Morales y Políticas.
Durante la Primera Guerra Mundial, Vázquez de Mella y el presidente de la Junta Nacional Tradicionalista, el marqués de Cerralbo, sostuvieron planteamientos germanófilos, que impusieron como una suerte de política oficial del partido tradicionalista. Esto conduciría a Mella, tras el fin de la guerra, a una sonada separación con el pretendiente carlista Jaime de Borbón, que era aliadófilo y había pedido la neutralidad de su partido. Jaime de Borbón, que había estado confinado por los austriacos en su castillo cercano a Viena, publicó en 1919 un manifiesto dirigido a los tradicionalistas españoles desautorizando a los que hubiesen exteriorizado sus sentimientos germanófilos. Vázquez de Mella se sintió atacado por Don Jaime, lo que le llevó a prescindir del pretendiente junto con buena parte de la dirección del jaimismo en el llamado Partido Católico Tradicionalista, que celebró su primer acto público el 11 de agosto de 1919 en el casino de Archanda, desde el que propugnaba los grandes ideales que impregnaron toda su vida: tradición, catolicismo, patria y monarquía.
En septiembre de 1919 fundó como órgano de su partido el diario El Pensamiento Español con antiguos redactores del jaimista El Correo Español que habían sido expulsados de este periódico. Sin embargo, el nuevo periódico de Mella no logró afianzarse. En una asamblea del partido tradicionalista (mellista) celebrada el 12 de octubre de 1922 en Zaragoza, se dio a conocer el déficit total que había acumulado El Pensamiento Español, que ascendía a 371 215 pesetas. Cubrirían con los gastos principalmente Luis Lezama Leguizamón, con una aportación de 100 000 pesetas, y el propio Vázquez de Mella, con 271 216 pesetas (más intereses), cantidad que Mella pudo pagar tras vender algunas fincas suyas en Asturias. En dicha asamblea Mella anunció asimismo su abandono de la vida política, manifestando su intención de seguir trabajando con más tesón que nunca en la exposición y demostración de los principios tradicionalistas, pero por su cuenta y riesgo.
A Mella le fue ofrecida una cartera ministerial en dos ocasiones: una en sus mocedades, en los ensayos unionistas de Cánovas, y otra, al final de su vida, en el Gobierno nacional que presidiría Maura. En ambos casos rehusó. El 29 de mayo de 1924 en el Teatro Real de Madrid pronunció su último discurso: «Divinidad de la Iglesia católica».
En agosto de 1924, en el Sanatorio del doctor Perache, Vázquez de Mella sufrió la amputación de la pierna izquierda.
En enero de 1925 en unas declaraciones al diario ABC apoyó la continuidad de la dictadura de Primo de Rivera invitando al Directorio a «permanecer por tiempo indefinido» (en ellas también apareció su antisemitismo):

El peligro musulmán se junta al peligro rojo, y los dos al peligro judío, verdadero director espiritual de la Revolución, y plantean esta disyuntiva, entre cuyos extremos tendrán que elegir pronto los pueblos de Europa y de América: o la dictadura del orden, para salvarse y restaurar lo que se ha derribado o la dictadura roja del bolchevismo. [...] Si el Directorio se penetra bien de esta lección de cosas que se están dando en todo el mundo, y contra la cual nada pueden las reclamaciones de los caídos, tendrá que continuar largo tiempo en el Poder.

Su salud se iba resquebrajando y, desde la amputación de la pierna, apenas se movió de su piso del paseo del Prado. Unos meses antes de su fallecimiento publicó una de sus obras de más resonancia: Filosofía de la Eucaristía. Según palabras del autor «como un humilde tributo […] al grandioso Congreso Eucarístico de Chicago» (1926). Falleció a las 23:45 del domingo 26 de febrero de 1928 en el número 18 del madrileño paseo del Prado.
Sus restos recibieron sepultura en el cementerio de la Almudena. Era terciario franciscano.

## Pensamiento
De elocuente palabra, portentosa memoria y brillante capacidad para la oratoria y la política, abrazó la causa del carlismo. Ha llegado a ser descrito como «el más brillante expositor del tradicionalismo español».
Gran conocedor de los avatares históricos del siglo XIX, consideraba políticamente a la masonería como el motor de las revoluciones. Presentó a las Cortes de Madrid una petición solicitando que fuera declarada ilegal, facciosa y traidora a la Patria, quitando de los empleos públicos a los masones. Participó en el Congreso antimasónico de Trento en 1896.
Las ideas centrales en su pensamiento eran la tradición, la monarquía, la unidad de España a través del regionalismo y del foralismo y la concepción orgánica de la sociedad donde se reclama la soberanía no para el Estado sino para la sociedad a través de sus organizaciones naturales: la familia, el municipio, la región.
Partidario de un posicionamiento germanófilo por parte de España durante la Primera Guerra Mundial, manifestaba que Francia y el Reino Unido eran los enemigos tradicionales de España.
En su última etapa política, defendió «la concentración de las extremas derechas, y cuanto más extremas, mejor». Autor de diversos artículos anticomunistas y antisemitas en El Pensamiento Español, postuló una «dictadura del orden» como única alternativa a la «dictadura roja del bolchevismo» y afirmó que «el movimiento bolcheviquista tiene origen, impulso y dirección judaica». Todavía en las postrimerías de su vida, en 1925, sostenía en relación con la guerra del Rif que «el peligro musulmán se junta al peligro rojo, y los dos al peligro judío, verdadero director espiritual de la revolución».
Vázquez de Mella, que había sido uno de los promotores de la Solidaridad Catalana a principios del siglo XX, acabó apoyando al general Miguel Primo de Rivera en su política contra el catalanismo y el regionalismo en general. Según José Montagut Roca, Mella llegó incluso a afirmar «estoy convencido que el General tiene razón al aseverar que el regionalismo desemboca en el separatismo».

## Homenajes

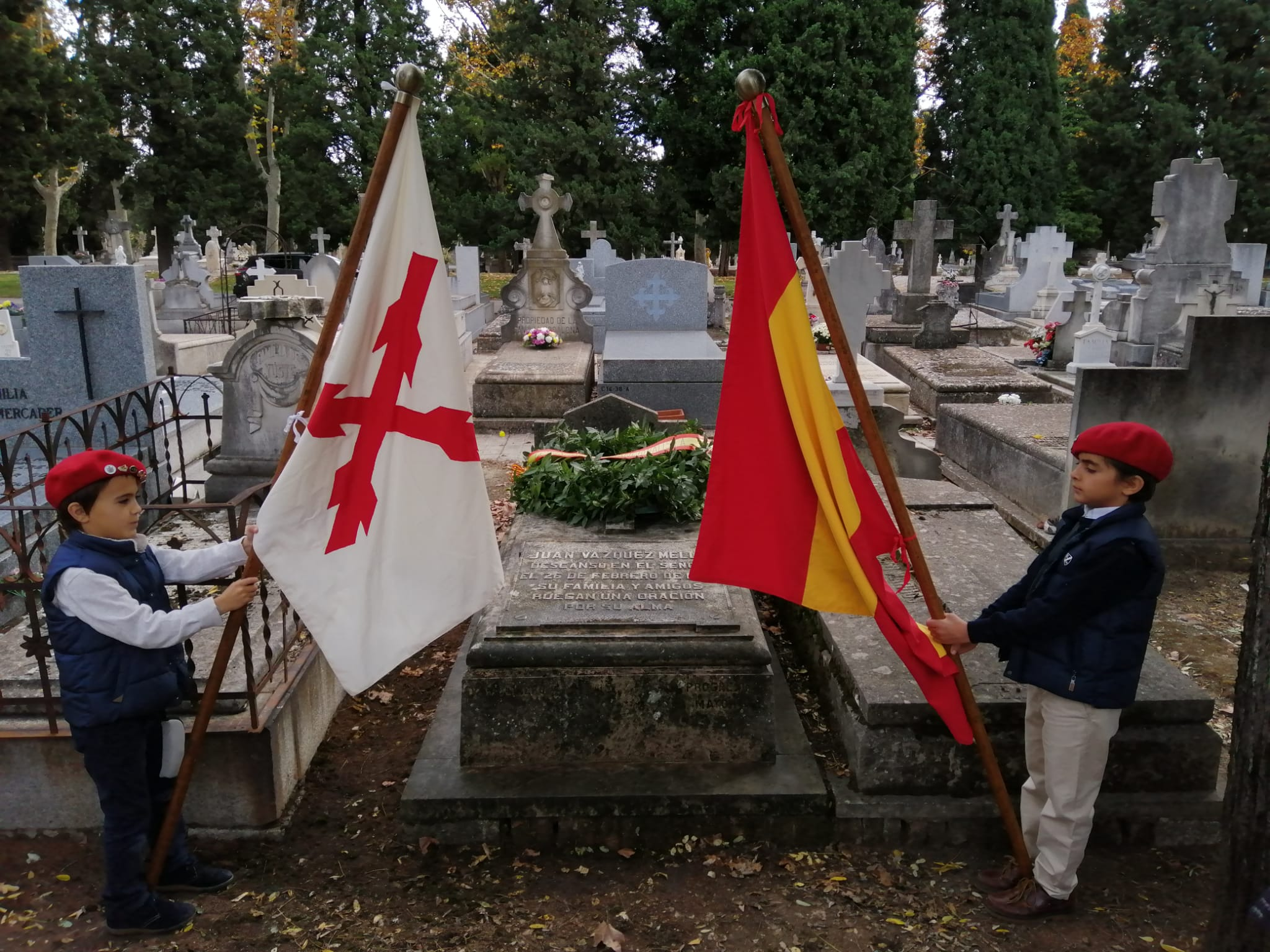
Homenaje carlista ante la tumba de Juan Vázquez de Mella, 2 de noviembre de 2019

- La plaza de Platería de Martínez en Madrid (cercana a la calle de Huertas) tenía un monumento con un busto dedicado a Vázquez de Mella hasta el 27 de julio de 1999 en el que fue trasladado a la plaza llamada con su nombre.
- Plaza de Vázquez de Mella en el distrito Centro de Madrid. El Ayuntamiento de Madrid aprobó en 2015 el cambio del nombre de dicha plaza para homenajear al político y activista LGTB Pedro Zerolo.[29] El cambio se hizo efectivo el 14 de mayo de 2016. Esta acción suscitó algo de controversia y debate público.[30]
- Calle Vázquez de Mella en el distrito Ciudad Lineal de Madrid.
- La plaza Vázquez de Mella junto a la Rambla Brasil en Barcelona, a unos 300 metros del Camp Nou.
- El colegio público Vázquez de Mella en Pamplona.
- La alameda Vázquez de Mella, en Lorca (Murcia). El Ayuntamiento cambió su denominación por la de Rafael Méndez, destacado republicano exiliado en México.
- El colegio público Vázquez de Mella en Madrid.
- El colegio público Vázquez de Mella en Cangas de Onís.

Calle Vázquez de Mella en el casco histórico de la ciudad de Molina de Segura (Murcia)
- Tiene además calles con su nombre en numerosas ciudades españolas, como Oviedo, Santander, Alicante, Castellón, Villarreal, Burjasot, Mislata, Madridejos, Navas de San Juan, así como en Ciudad de México.

## Obras
Sus obras completas están recogidas en una treintena de volúmenes.
- Vázquez de Mella y Fanjul, Juan (1915). El ideal de España, los tres dogmas nacionales: discurso. Madrid: Impr. Alemana.
- Fernández Peñaflor, Miguel: Apuntes para una biografía. En Obras completas del Excelentísimo Señor Don Juan Vázquez de Mella y Fanjul. Volumen Primero: Selección de Elocuencia e Historia. Edición de la Junta del Homenaje a Mella. Madrid, 1932.
- Vázquez de Mella y Fanjul, Juan (1932).  Junta del Homenaje a Mella, ed. Discursos parlamentarios II. Obras completas del Excmo. Señor Don Juan Vázquez de Mella y Fanjul. VII. Barcelona: Editorial Voluntad - Casa Subirana.
- Vázquez de Mella y Fanjul, Juan (1934).  Junta del Homenaje a Mella, ed. Temas sociales II. Obras completas del Excmo. Señor Don Juan Vázquez de Mella y Fanjul. XXV. Barcelona: Casa Subirana - S.E.L.E.
- Vázquez de Mella y Fanjul, Juan (1935).  Junta del Homenaje a Mella, ed. Regionalismo II. Obras completas del Excmo. Señor Don Juan Vázquez de Mella y Fanjul. XXVII. Barcelona: Casa Subirana - S.E.L.E.
- Vázquez de Mella, Juan (1928).  Eugenio Subirana, Editor Pontificio, ed. Filosofía de la Eucaristía. Barcelona. p. 172.

### Antologías
- García y García de Castro, Rafael: Vázquez Mella. Sus ideas. Su persona. Editorial y Librería Prieto. Granada, 1940.
- Vázquez de Mella, Juan (1940). Predicciones de Vázquez de Mella:Antología del Verbo de la Tradición. Madrid: Instituto Editorial Reus.
- Gambra, Rafael, ed. (1953). Textos de doctrina política nº2: Vázquez Mella. Madrid: Dirección General de Información.Publicaciones españolas. p. 239.